# Klaudia Wojtunik
Klaudia Wojtunik (ur. 15 maja 1999) – polska lekkoatletka specjalizująca się w biegach płotkarskich.
Srebrna medalistka Mistrzostw Polski Seniorów (Włocławek 2020) w biegu na 100 m ppł i brązowa medalistka w hali (Toruń 2020, Toruń 2021) w biegu na 60 m przez płotki. Złota (Biała Podlaska 2020) i srebrna (Lublin 2019) medalistka Młodzieżowych Mistrzostw Polski.

## Osiągnięcia
| Rok  | Impreza                              | Miejsce   | Konkurencja                          | Lokata     | Wynik |
| ---- | ------------------------------------ | --------- | ------------------------------------ | ---------- | ----- |
| 2015 | Olimpijski festiwal młodzieży Europy | Tbilisi   | bieg na 100 m przez płotki (76,2 cm) | eliminacje | 14,31 |
| 2017 | Mistrzostwa Europy juniorów          | Grosseto  | bieg na 100 m przez płotki           | półfinał   | 14,13 |
| 2018 | Mistrzostwa świata juniorów          | Tampere   | bieg na 100 m przez płotki           | półfinał   | 13,54 |
| 2019 | Młodzieżowe mistrzostwa Europy       | Gävle     | bieg na 100 m przez płotki           | 7. miejsce | 13,49 |
| 2021 | World Athletics Relays               | Chorzów   | sztafeta płotkarska                  | 2.miejsce  | 56,68 |
| 2021 | Młodzieżowe Mistrzostwa Europy       | Tallinn   | bieg na 100 m przez płotki           | 3. miejsce | 12,97 |
| 2022 | Halowe mistrzostwa świata            | Belgrad   | bieg na 60 m przez płotki            | eliminacje | 8,21  |
| 2022 | Mistrzostwa świata                   | Eugene    | bieg na 100 m przez płotki           | półfinał   | 13,03 |
| 2022 | Mistrzostwa Europy                   | Monachium | bieg na 100 m przez płotki           | półfinał   | 13,03 |

## Rekordy życiowe
- bieg na 60 metrów przez płotki (hala) – 8,07 (5 marca 2022, Toruń)
- bieg na 100 metrów przez płotki – 12,84 (8 czerwca 2024, Rzym)